# Mouchin
Mouchin là một xã ở trong tỉnh Nord ở miền bắc nước Pháp. Xã này có diện tích 9,19 km², dân số năm 1999 là 1340 người. Xã nằm ở khu vực có độ cao trung bình 50 mét trên mực nước biển.